# Spanning in Spanish Harlem
Spanning in Spanish Harlem is een spionageroman van auteur Gérard de Villiers en is het 48e deel uit de S.A.S.-reeks met als protagonist de Oostenrijkse prins en freelance CIA-agent Malko Linge.

## Het verhaal
Malko vertrekt in opdracht van de CIA naar New York om Juan Carlos Diaz op te sporen. Diaz is ingehuurd om een opdracht in New York uit te voeren door de Puerto Ricaanse verzetsbeweging FALNP. De FALPNP strijdt voor een onafhankelijk Puerto Rico.
De arrestatie van Diaz op de luchthaven van New York door de FBI is jammerlijk mislukt en geëindigd in een bloedbad. Diaz heeft weten te ontkomen en is spoorloos.
Naar alle waarschijnlijkheid houdt Diaz zich schuil in “Spanish Harlem”, een Spaanstalige buurt in de New Yorkse wijk Harlem, waar veel Puerto Ricanen wonen.

## Personages
- Malko Linge, een Oostenrijkse prins en CIA-agent;
- Juan Carlos Diaz, een Puerto Ricaanse terrorist en vrijheidsstrijder.